# Армения на «Евровидении-2009»
Армения была представлена на конкурсе песни «Евровидение-2009» в Москве дуэтом сестёр Инги и Ануш Аршакян, исполнившим песню «Jan Jan». Это выступление стало четвёртым в истории Армении: исполнительниц выбрали по итогам национального отбора «Евротесил-2009», финал которого состоялся 14 февраля 2009 года (они победили по итогам зрительского голосования и голосования жюри). Инга и Ануш выступили в первом полуфинале Евровидения, состоявшемся 12 мая, под порядковым 6-м номером, а по итогам голосования вышли в финал. В финале, прошедшем 16 мая, они выступили под 9-м порядковым номером и заняли итоговое 10-е место с 92 баллами в активе.

## Исполнители
Сёстры Ануш Аршакян (род. 24 декабря 1980) и Инга Аршакян (род. 18 марта 1982) — уроженки Еревана, которые учились в музыкальной школе имени Асламазяна и колледже имени Бабаджаняна. Ануш училась по классу фортепиано, Инга — по классу скрипки. Ануш дебютировала в 1994 году на конкурсе в Омске, завоевав первое место и приз зрительских симпатий, после чего начала выступать в качестве автора и композитора. Вместе они начали выступать с 1998 года, исполняя дуэты и арии. Ануш также выступала с государственным филармоническим оркестром Армении с 1999 года. В 2005 году сёстры окончили Ереванскую консерваторию по классу джазового вокала.
С 2000 года Инга и Ануш выступали в Государственном театре песни Армении, исполняя народные песни и песни авторства А.Григоряна и Ануш. В 2002 году они организовали гастроли в США, выступив в театре «Алекс» в Лос-Анджелесе, а также завоевал приз зрительских симпатий на армянском фестивале «Золотая Лира 2002». В 2003 году вышла их сольная концертная программа «Сезоны жизни», а также первый альбом «Мы и наши горы» с сольными концертами в США. В мае 2003 года сёстры выступили на 79-летней годовщине певца Шарля Азнавура; на фестивале «Золотая Лира 2003» их песня «Я не могу найти свой путь» была признана лучшей. В 2004 году вышел клип на песню «Тамзара», а в 2006 году — одноимённый второй альбом.

## Подготовка к национальному отбору
Ещё до официального подтверждения участия Армении в Евровидении и оглашения формата выбора участников и песен пресса публиковала громкие заявления о том, кто может принять участие в конкурсе. С декабря 2008 года в разных изданиях утверждалось, что Армению может представить либо певец Арамэ, либо американская рок-группа System of a Down с её фронтменом Сержем Танкяном. В турецких СМИ и вовсе утверждалось, что System of a Down может исполнить песню «Holy Mountains», посвящённую геноциду армян: на фоне этих новостей депутат Великого национального собрания Турции Акиф Экичи потребовал принять все меры, чтобы группу не допустили к участию в конкурсе с подобной песней. Однако вскоре Серж Танкян в интервью порталу Asbarez официально заявил, что его группа вообще не подавала заявку на конкурс. По его словам, причиной недопонимания стало его интервью финским СМИ, в котором Серж заявил, что мог бы написать песню о геноциде армян и, выступив с ней на каком-нибудь песенном конкурсе, обратить к этой теме внимание многих людей: журналисты по ошибке истолковали это как готовность принять участие в Евровидении.
Общественное телевидение Армении, отвечавшее за показ конкурса песни «Евровидение» в стране и за выбор участников от Армении на каждый конкурс, 9 января 2009 года подтвердило участие страны в конкурсе в Москве и анонсировало проведение национального финала на 14 февраля 2009 года. Отбор проходил с 9 января по 7 февраля 2009 года: была подана 21 заявка, и по итогам рассмотрения всех заявок жюри допустило все песни к финалу. В отборе могли участвовать только исполнители, имеющие армянское гражданство, в то время как в отношении авторов песен такого ограничения не было. 12 февраля были оглашены имена участников и названия их песен: было упомянуто, что шоу пройдёт в формате, аналогичном Евровидению с той же системой голосования, грин-румом и пресс-конференцией победителя.

## Национальный финал
14 февраля 2009 года Первый канал Общественного телевидения Армении и Panarmenian TV показали национальный финал в прямом эфире, который прошёл в ереванском концертном зале спортивного комплекса имени Карена Демирчяна. Ведущими шоу стали Авет Барсегян и телеведущая Гоар Гаспарян. В национальном отборе принял участие 21 исполнитель из Армении, России, Нагорного Карабаха и Ирана.
В интервал-актах национального отбора выступили два представителя Армении на минувших конкурсах — Айко, исполнявший в 2007 году песню «Anytime You Need», и Сирушо, исполнявшая в 2008 году песню «Qélé, Qélé». По итогам голосования телезрителей и жюри победу одержали Инга и Ануш Аршакян.
| Номер | Исполнитель               | Песня               | Авторы                                    | Баллы от жюри | Баллы от зрителей (голоса) | Итого баллов | Место |
| ----- | ------------------------- | ------------------- | ----------------------------------------- | ------------- | -------------------------- | ------------ | ----- |
| 1     | Ирен                      | Miayn du            | Арек Арустамян, Нана Габриэлян            | 0             | 0 (91)                     | 0            | 14    |
| 2     | Асмик Маргарян            | Erazanq             | Асимк Маргарян                            | 0             | 0 (62)                     | 0            | 16    |
| 3     | The Beautified Project    | Butterfly           | The Beautified Project, Андре Симонян     | 0             | 2 (223)                    | 2            | 11    |
| 4     | Hay-Ya (Гаяне Арзуманян)  | Molto Bello         | Артём Авун, Артур Примац                  | 4             | 1 (173)                    | 5            | 8     |
| 5     | Марта Булбулян            | Yes andari perin em | Арман Аруцунян                            | 0             | 0 (55)                     | 0            | 18    |
| 6     | Инга и Ануш Аршакян       | Jan Jan             | Мане Акопян, Авет Барсегян, Вардан Задоян | 12            | 12 (5416)                  | 24           | 1     |
| 7     | Oxygen                    | Andzrevi par        | Артём Акопян                              | 0             | 0 (9)                      | 0            | 21    |
| 8     | Артём Авун (Артём Акопян) | Eternal Fire        | Артём Акопян                              | 0             | 0 (82)                     | 0            | 15    |
| 9     | Шпрот                     | Lucky               | DJ Sergio, Гарик Папоян                   | 6             | 7 (1055)                   | 13           | 5     |
| 10    | Айк Каспаров              | Give Me An Answer   | Айк Каспаров, Гаянэ Шахакян               | 0             | 0 (50)                     | 0            | 19    |
| 11    | Арман Арутюнян            | Come on, my friends | Арман Арутюнян                            | 0             | 0 (57)                     | 0            | 17    |
| 12    | Гуж                       | Ko Dem              | Гуж                                       | 0             | 0 (23)                     | 20           |       |
| 13    | Лилу                      | Et ari              | Ричард Мадленян, DerHova                  | 0             | 4 (353)                    | 4            | 9     |
| 14    | Давид Минасян             | Kez yerkem          | Давид Минасян                             | 1             | 0 (90)                     | 1            | 12    |
| 15    | Мгер                      | My Heart, My Soul   | Мгер, Филип Реннер                        | 7             | 10 (4493)                  | 17           | 2     |
| 16    | Dorians                   | Fly                 | Гор Суджян, Вардан Задоян                 | 10            | 6 (874)                    | 16           | 3     |
| 17    | Bambir                    | Yolk                | Bambir                                    | 5             | 8 (1134)                   | 13           | 4     |
| 18    | Рипсиме Акопян            | Eli Eli             | Вахрам Петросян                           | 2             | 3 (272)                    | 5            | 7     |
| 19    | Даво                      | Dzerkere ver        | HT Hayko, Давид Мироян                    | 0             | 0 (100)                    | 0            | 13    |
| 20    | Тигран Петросян           | Only Time           | Айко, Вардан Задоян                       | 8             | 5 (494)                    | 13           | 6     |
| 21    | Сергей Григорян           | Qez Hamar (For You) | Карен Григорян, Сергей Григорян           | 3             | 0 (127)                    | 3            | 10    |

## Подготовка к конкурсу
Конкурсная песня Инги и Ануш была написана в стиле этно-поп: она носила названия «Jan Jan» и «Nor Par» (Новый танец). Авторы песни — Мане Акопян (музыка), Авет Барсегян (текст на армянском), Вардан Задоян (текст на английском) и Ара Торосян (аранжировка). В азербайджанской прессе появились утверждения, что песня была плагиатом с мелодии «Нахчывани» азербайджанского композитора Тофика Кулиева (подобные обвинения поступали и раньше во время других культурных и спортивных мероприятий). Съёмками клипа на песню занимался Давид Бабаян: съёмки длились около пяти суток, в массовых сценах было задействовано 350 профессиональных танцоров.
В середине марта 2009 года в Москве было объявлено о том, что подготовкой Инги и Ануш к конкурсу займётся компания Fresh Art (Аслан Ахмадов, Давид Геворков и Александр Сирадекян), которая выступала стилеобразующей для сестёр Марии и Анастасии Толмачёвых, выигравших в 2006 году Детское Евровидение. Компания заявила, что подготовит сценографию, хореографию, костюмы, макияж и причёски для выступления Инги и Ануш: основатели заявили, что для них будет честью поддержать Армению. На одной из проведённых пресс-конференций Инга и Ануш сказали, что их имидж для выступления содержит элементы кавказской культуры: они же заявили, что будут выступать без бэк-вокала, но с четырьмя танцовщицами.
Ожидалось, что в рамках промо-тура певицы выступят на фанатских вечеринках в Лондоне и Амстердаме и посетят Болгарию. 29 марта они приняли участие в концерте в Париже по приглашению одной из крупных организаций армянской диаспоры Франции, причём концерт не был частью промотура сестёр. 4 апреля они выступили на церемонии вручения всеармянской премии «Ташир» в Москве, а 11 апреля выступили в эфире программы VIP Zone Муз-ТВ. 18 апреля они выступили на шоу Eurovision Promo Concert в амстердамском Café de Paris: ведущими шоу были нидерландские певицы Марга Булт (участница Евровидения-1987) и Мэгги Макнил (участница Евровидения-1974 и Евровидения-1980). 25 апреля сёстры прилетели в Москву на репетицию с российским хорегорафом Мигелем.

## Прогнозы выступления
В канун полуфинала Армения не входила в число фаворитов конкурса: коэффициенты на победу сестёр Аршакян были крайне высокими в районе от 40.0 (контора Bet365) до 66.0 (контора Paddy Power), значительно уступая Украине и России.
Песни сестёр Аршакян и других исполнителей в канун конкурса оценивал русскоязычный интернет-проект «Евровидение-Казахстан», выставляя оценки по 10-балльной шкале в отношении инструментальной версии композиции, текста песни и вокальных данных. Автор сайта Андрей Михеев заявил, что песня нуждается в срочной переработке, невзирая на музыкальный потенциал и вокальные данные певиц. Он выставил следующие оценки:

- Музыка: Музыкальный потенциал есть. Даже оригинальность. Есть от чего оттолкнуться. 8/10
- Текст: Господа, это ужас. Серьезно, текст надо менять английский или петь полностью на армянском. Sister, here we go... 5/10
- Вокал: Вокалы хороши. 8/10
- Итого: Песня нуждается в переработке, и всё равно остается вероятность, что она не будет понята в Европе. 7/10

В канун конкурса своё голосование провели фан-клубы любителей Евровидения, входившие в состав международной организации OGAE и оценивавшие исполнителей и песни по 12-балльной шкале, как на самом Евровидении. Из этих фан-клубов только четыре отдали свои оценки в поддержку Армении — Австрия, Финляндия, Италия и Албания, причём максимальную оценку им дала Италия (6 баллов). Председатель российского фан-клуба OGAE Антон Кулаков назвал песню «этник-хоррором», сказав, что она не подходит для вокала сестёр, но признав, что Армения даже при этом сохраняет шансы выйти в финал. Он выставил следующие баллы песне:

- Музыка: Этник-хоррор. Почему бы все таки не придумать чего то нового? А то опять одно и то же. 2/10
- Текст: Ага эврибади мув ё бади. Теперь и от Армении будет Сакис. 2/10
- Вокал: Живьем вокалы неплохи. Но для них песня нужна. 4/10
- Итого: Ну что, запуск принципа Македонии или у нас есть шанс не увидеть Армению в финале? 3/10

Из участников Евровидения-2009 песню Армении высоко оценила шведская исполнительница Малена Эрнман, которая включила сестёр Аршакян в возможный Топ-5 исполнителей наряду с норвежцем Александром Рыбаком.

## Полуфинал
Оба полуфинала конкурса и финал показало Общественное телевидение Армении (телеканал «Армения 1»).
16 марта 2009 года состоялась жеребьёвка полуфиналов, по итогам которой Армения попала в первый полуфинал и получила 6-й порядковый номер выступления среди всех участников полуфинала. Технические репетиции состоялись 3 и 8 мая, а 11 и 12 мая прошли костюмированные репетиции. В своём номере сёстры выступали на пьедестале, вокруг которого танцевали четверо танцовщиц: в выступлении были задействованы пиротехника, дым и LED-экраны с орнаментами зелёных и синих цветов.
В первом полуфинале конкурса в видеозаставке перед выступлением сестёр Аршакян среди архитектурных памятников был показан находящийся на въезде в Степанакерт монумент «Мы — наши горы» за авторством народного художника Армянской ССР скульптора Саргиса Багдасаряна. По итогам голосования Армения вышла в финал конкурса: как позже выяснилось, в финале они заняли 5-е место, набрав 99 баллов.
| Очки      | Страна                                               |
| --------- | ---------------------------------------------------- |
| 12 баллов | Чехия                                                |
| 10 баллов | - Белоруссия - Бельгия - Германия - Израиль - Турция |
| 8 баллов  | - Болгария - Румыния                                 |
| 7 баллов  |                                                      |
| 6 баллов  |                                                      |
| 5 баллов  | - Швеция - Великобритания                            |
| 4 балла   | Черногория                                           |
| 3 балла   |                                                      |
| 2 балла   | - Исландия - Северная Македония                      |
| 1 балл    | - Босния и Герцеговина - Финляндия - Швейцария       |

| Очки      | Страна               |
| --------- | -------------------- |
| 12 баллов | Исландия             |
| 10 баллов | Турция               |
| 8 баллов  | Швеция               |
| 7 баллов  | Израиль              |
| 6 баллов  | Босния и Герцеговина |
| 5 баллов  | Черногория           |
| 4 балла   | Белоруссия           |
| 3 балла   | Мальта               |
| 2 балла   | Румыния              |
| 1 балл    | Бельгия              |

## Финал
После первого полуфинала состоялась пресс-конференция и жеребьёвка мест для участников финала: по итогам жеребьёвки сёстрам Аршакян достался 9-й порядковый номер выступления. В канун финала букмекеры не отдавали предпочтение Армении как возможному победителю конкурса, не включая их в Топ-10. В день проведения финала (на 20:00 центральноевропейского времени) средний коэффициент на победу Армении составлял 34.0 в шведских букмекерских конторах: меньше шансов, чем у Армении, имели ещё девять стран.
Финал прошёл 16 мая: по итогам выступления сёстры Аршакян заняли 10-е место с 92 баллами, получив единственную 12-балльную оценку от Чехии. Голоса армянских телезрителей и армянского жюри оглашала певица Сирушо, участвовавшая в Евровидении-2008: 12 баллов от армянских телезрителей и жюри получила представлявшая Россию Анастасия Приходько.
Появление памятника «Мы — наши горы» в видеозаставке первого полуфинала вызвало возмущение у МИД Азербайджана, и тот потребовал от оргкомитета конкурса принять меры. В итоге соответствующий фрагмент в финале был вырезан. Однако во время объявления результатов голосования можно было разглядеть фотографию памятника на папке, которую держала в руках Сирушо.
| Очки      | Страна                                        |
| --------- | --------------------------------------------- |
| 12 баллов | Чехия                                         |
| 10 баллов |                                               |
| 8 баллов  | Израиль                                       |
| 7 баллов  | - Бельгия - Румыния                           |
| 6 баллов  | - Болгария - Франция - Турция                 |
| 5 баллов  | - Исландия - Нидерланды - Россия              |
| 4 балла   | - Кипр - Португалия - Испания                 |
| 3 балла   | - Словакия - Швеция                           |
| 2 балла   | - Польша - Украина                            |
| 1 балл    | - Белоруссия - Финляндия - Северная Македония |

| Очки      | Страна         |
| --------- | -------------- |
| 12 баллов | Россия         |
| 10 баллов | Греция         |
| 8 баллов  | Норвегия       |
| 7 баллов  | Великобритания |
| 6 баллов  | Франция        |
| 5 баллов  | Исландия       |
| 4 балла   | Турция         |
| 3 балла   | Украина        |
| 2 балла   | Молдавия       |
| 1 балл    | Азербайджан    |

| Порядковый номер | Страна               | Проставленные очки | Проставленные очки | Проставленные очки | Очки в общий зачёт |
| Порядковый номер | Страна               | Жюри               | Телезрители        | Итого              | Очки в общий зачёт |
| ---------------- | -------------------- | ------------------ | ------------------ | ------------------ | ------------------ |
| 01               | Литва                |                    |                    |                    |                    |
| 02               | Израиль              |                    |                    |                    |                    |
| 03               | Франция              | 3                  | 8                  | 11                 | 6                  |
| 04               | Швеция               |                    |                    |                    |                    |
| 05               | Хорватия             |                    | 1                  | 1                  |                    |
| 06               | Португалия           |                    |                    |                    |                    |
| 07               | Исландия             | 5                  | 6                  | 11                 | 5                  |
| 08               | Греция               | 10                 | 7                  | 17                 | 10                 |
| 09               | Армения              |                    |                    |                    |                    |
| 10               | Россия               | 12                 | 10                 | 22                 | 12                 |
| 11               | Азербайджан          |                    | 3                  | 3                  | 1                  |
| 12               | Босния и Герцеговина |                    |                    |                    |                    |
| 13               | Молдавия             | 4                  |                    | 4                  | 2                  |
| 14               | Мальта               | 2                  |                    | 2                  |                    |
| 15               | Эстония              |                    | 2                  | 2                  |                    |
| 16               | Дания                |                    |                    |                    |                    |
| 17               | Германия             |                    |                    |                    |                    |
| 18               | Турция               | 7                  | 4                  | 11                 | 4                  |
| 19               | Албания              |                    |                    |                    |                    |
| 20               | Норвегия             | 1                  | 12                 | 13                 | 8                  |
| 21               | Украина              | 6                  |                    | 6                  | 3                  |
| 22               | Румыния              |                    |                    |                    |                    |
| 23               | Великобритания       | 8                  | 5                  | 13                 | 7                  |
| 24               | Финляндия            |                    |                    |                    |                    |
| 25               | Испания              |                    |                    |                    |                    |

### После финала
После завершения конкурса Общественное телевидение Армении сделало заявление, что ретранслировавшее в Азербайджане конкурс Общественное телевидение Азербайджана специально не показывало номер телефона, по которому можно было отдать голос за Ингу и Ануш. В связи с этим Армения подала протест в оргкомитет Евровидения. Азербайджан отрицал свою вину в том, что скрывал номер телефона, но вскоре выяснилось, что полиция Азербайджана арестовала 43 граждан, которые проголосовали за армянский дуэт: в адрес всех граждан, по словам потерпевших, звучали обвинения едва ли не в государственной измене. В итоге после этого скандала Европейский вещательный союз изменил правила, обязав национального вещателя (а не телекоммуникационную компанию) не раскрывать персональные данные голосовавших. Азербайджану грозила трёхлетняя дисквалификация, однако решение о дисквалификации так и не было принято.
В 2015 году на пресс-конференции после завершения Евровидения в Австрии новоиспечённый победитель конкурса, исполнитель из Швеции Монс Зельмерлёв назвал песню сестёр Аршакян «Jan Jan» лучшей из тех, которая запомнилась ему из конкурсов недавних лет.

## Комментарии
1. ↑  Российский фан-клуб OGAE не отдал ни одного балла армянским исполнительницам[14]
2. ↑  Название города, согласно административно-территориальному делению непризнанной Нагорно-Карабахской Республики — Степанакерт, согласно административно-территориальному делению Азербайджана — Ханкенди